# 小行星10157
小行星10157（10157 Asagiri）是一颗绕太阳运转的小行星，为主小行星带小行星。该小行星于1994年11月27日发现。

## 轨道参数
小行星10157的轨道半长轴为2.3743124 UA，离心率为0.059。